# Charles M. Manly

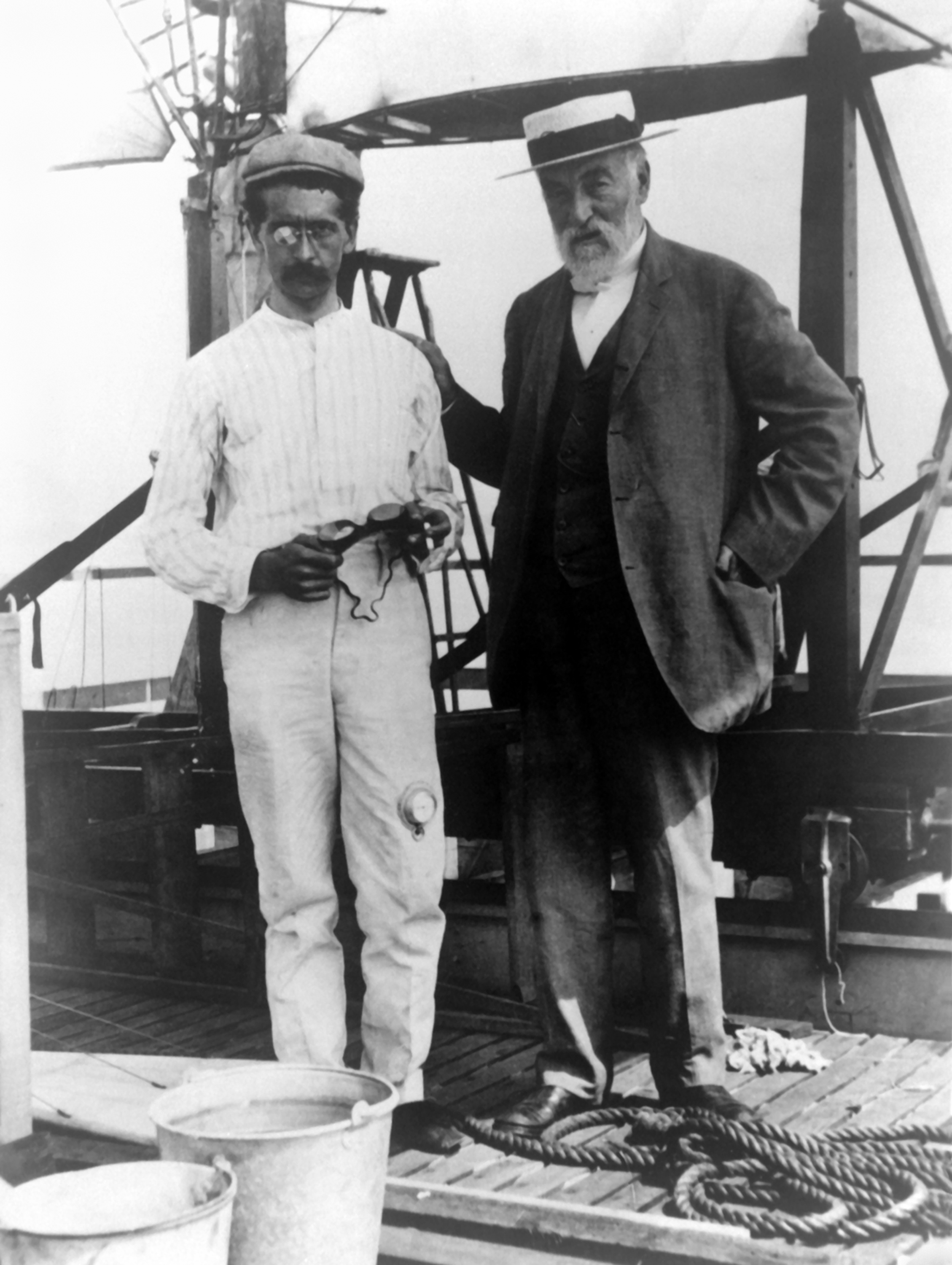
Manly und Samuel Langley

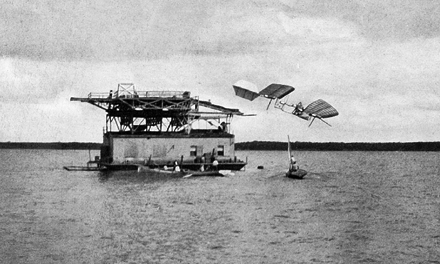
Das Flugzeug „The Great Aerodrome“

Charles Matthews Manly (* 1876; † 1927) war ein US-amerikanischer Ingenieur und Flugpionier, der am Anfang des 20. Jahrhunderts im Auftrag von Samuel Langley von der Smithsonian Institution das Flugzeug „The Great Aerodrome“ baute, ein bemanntes, motorisiertes Fluggerät mit Flügeln, das allerdings untauglich zum Fliegen war.
Manly hatte zusammen mit Stephen Balzer großen Anteil an der Entwicklung des revolutionären Antriebs des Flugzeugs, einem benzingetriebenen Sternmotor mit 5 Zylindern und 52 PS, der sogenannten Manly-Balzer-Maschine.
Manly versuchte zweimal, das Aerodrome selbst zu fliegen. Die Versuche fanden im Oktober und Dezember 1903 statt. Das Flugzeug versagte beide Male und fiel nach dem Start von einem Hausboot ins Wasser des Potomac River. Manly wurde unverletzt gerettet, obwohl er beim zweiten Test kurzzeitig unter Wasser eingeklemmt war. Glenn Curtiss flog danach erfolgreich mit derselben Maschine und einem veränderten Flugzeug.
Manly schrieb später eine Monographie über die Maschine, die Balzers Anteil stark herunterspielte. Manly hielt außerdem über 50 Patente im Zusammenhang mit selbstfahrenden Fahrzeugen, Krafterzeugung und -übertragung.
1929 erhielt er posthum die Langley Gold Medal der Smithsonian Institution.